# Flokimmunitet
Flokimmunitet er en form for indirekte beskyttelse mod infektionssygdomme, som opstår, når en stor andel af en population er blevet immune mod smitte og dermed ikke kan bære smitten videre til den lille del af flokken, som ikke er immune. De få ikke-immune vil derved opnå en grad af beskyttelse ved ikke at møde så mange smittebærere; smitte-kæden svækkes.
Den immune del af populationen kan have opnået immuniteten enten ved tidligere at have haft infektionen eller gennem vaccination. Der findes individer, som af medicinske årsager så som immundefekt eller immun-undertrykkelse, ikke kan opnå immunitet - disse vil være afhængige af at være beskyttet af flokimmunitet. Når en vis andel af populationen har opnået immunitet, vil infektionen hen ad vejen blive elimineret fra populationen. På denne måde kunne man fx i 1977 erklære kopper for udryddet. Flokimmunitet virker kun mod sygdomme, som smitter fra individ til individ - hvilket fx ikke gælder stivkrampe. Det er forskelligt, hvor stor en del af befolkningen der skal være immune, før der kan siges at være flokimmunitet. Det afhænger bl.a. af sygdommens smitsomhed. For mæslinger, der er meget smitsomme, vurderes andelen at være 95 %, mens tallet er lavere ved andre sygdomme.

## Flokimmunitet som strategi under coronaviruspandemien
Flokimmunitet blev et kendt begreb i Danmark som en af de mulige strategier under coronaviruspandemien i 2019-2020. Da der ikke fandtes nogen tilgængelig vaccine mod coronavirussen under udbruddet, anbefalede flere eksperter, at den eneste realistiske strategi imod virussen var, at man i Danmark forsøgte at opnå flokimmunitet, ved at et tilstrækkeligt antal danskere blev smittet og dermed opnåede immunitet. Det blev vurderet, at det ville kræve, at 60-70 % af befolkningen skulle opnå immunitet. Bl.a. professorerne Jan Pravsgaard Christensen og virologen Allan Randrup Thomsen fra Københavns Universitet mente, at alternativet, en inddæmning af virussen til en lille del af befolkningen ved hjælp af omfattende test og isolering, ikke ville virke på længere sigt, medmindre samme strategi blev fulgt i resten af verden også.